# Астрал: Червоні двері
Астрал: Червоні двері (англ. Insidious: The Red Door) — п'ятий американський надприродний фільм жахів з серії фільмів «Астрал», знятий режисером Патріком Вілсоном у його режисерському дебюті, за сценарієм Скотта Тімса за оповіданням творця серіалу Лі Воннелла. Фільм є прямим продовженням фільмів «Астрал» (2010) і «Астрал. Частина 2» (2013) і є одночасно п'ятою частиною франшизи «Астрал» та п'ятою частиною з точки зору хронології. Тай Сімпкінс, Вілсон, Ендрю Астор і Роуз Бірн повторюють свої ролі з фільмів. До акторського складу також приєднаються Хіам Аббас і Сінклер Деніел.
Після виходу «Астрал: Останній ключ» у 2018 році Blumhouse Productions вирішила створити майбутні фільми цієї франшизи, зокрема кросовер із серіалом «Сіністер». У жовтні 2020 року студія оголосила, що Вілсон буде режисером і головною роль у новому фільмі, а Тімс напише сценарій на основі історії Ваннелла.
Кінотеатральний прокат Астрал: Червоні двері заплановано на 7 липня 2023 року компанією Sony Pictures Releasing.

## Актори
- Патрік Вілсон — Джош Ламберт[3]
- Роуз Бірн — Ренай Ламберт[4]
- Тай Сімпкінс — Далтон Ламберт[3]
- Хіам Аббасс — професор Армаґан
- Ендрю Астор — Фостер Ламберт[5]
- Лі Воннелл — Спекс

## Виробництво
Після виходу та касового успіху Астрал: Останній ключ розпочато розробку продовження. Продюсер Джейсон Блум висловив зацікавленість у кросовері з Сіністер. 29 жовтня 2020 року було оголошено, що розробляється пряме продовження фільму Астрал і Астрал. Частина 2, режисером якого виступить Патрік Вілсон у своєму режисерському дебюті за сценарієм, написаним Скоттом Тімсом за оповіданням Лі Воннелла. Вілсон і Тай Сімпкінс збиралися повторити свої ролі з перших двох фільмів.
Спочатку фільм мав вийти під назвою «Астрал: Бійся темряви», перш ніж у березні 2023 року було оголошено, що його змінили на «Астрал: Червоні двері».

## Реліз
Вихід Астрал: Червоні двері запланований на 7 липня 2023 року в США компанією Sony Pictures Releasing.